# Анджело Парізі
Анджело Парізі  (англ. Angelo Parisi, 3 січня 1953) — британський і французький дзюдоїст, олімпійський чемпіон.

## Виступи на Олімпіадах
| Олімпіада         | Дисципліна         | Місце |
| ----------------- | ------------------ | ----- |
| Мюнхен 1972       | відкрита категорія | =3    |
| Москва 1980       | важка категорія    | 1     |
| Москва 1980       | відкрита категорія | 2     |
| Лос-Анджелес 1984 | важка категорія    | 2     |